# Heterorhynchites azureus
Heterorhynchites azureus is een keversoort uit de familie Rhynchitidae. De wetenschappelijke naam van de soort is voor het eerst geldig gepubliceerd in 1807 door Olivier.